# La Chapelle-Launay

Localització de La Chapelle-Launay

La Chapelle-Launay (en bretó Chapel-ar-Wern) és un municipi francès, situat a la regió de país del Loira, al departament de Loira Atlàntic, que històricament va formar part de la Bretanya. L'any 2006 tenia 2.634 habitants. Limita amb Donges, Prinquiau, Savenay, Campbon i Lavau-sur-Loire.

## Demografia
| 1962                                       | 1968  | 1975  | 1982  | 1990  | 1999  |
| ------------------------------------------ | ----- | ----- | ----- | ----- | ----- |
| 1.211                                      | 1.307 | 1.354 | 1.839 | 2.249 | 2.258 |
| Des de 1962: població sense dobles comptes |       |       |       |       |       |

## Administració
| Període   | Identitat                          | Partit        |
| --------- | ---------------------------------- | ------------- |
| 1794-     | Guichard                           |               |
| 1815-1815 | René Vigneron de la Jousselandière |               |
| 1815-1830 | Jean Chabot                        |               |
| 1831-1836 | Pierre Legrand                     |               |
| 1837-1843 | Guillaume Chevalier                |               |
| 1843-1866 | François Ouisse                    |               |
| 1866-1870 | Pierre Fréour                      |               |
| 1870-1883 | François Huby                      |               |
| 1886-1889 | Damien Rialland                    |               |
| 1893-     | Jean Gérard                        |               |
| 1895-1900 | Anthime Ménard                     |               |
| -1940     | Marcellin Huby                     |               |
|           | Pierre Aupiais                     |               |
|           | Jean Bozec                         |               |
|           | Alphonse Allain                    |               |
| -2001     | Alain Guérin                       |               |
| 2001-2008 | Danielle Le Quenven                |               |
| 2008-     | Jacques Dalibert                   | Divers gauche |